# Flautim-ruivo
Flautim-ruivo (nome científico: Schiffornis major) é uma espécie de ave da família dos titirídeos. É encontrada em diversos países da América do Sul.